# 根岸季衣
根岸 季衣（ねぎし としえ、1954年〈昭和29年〉2月3日 - ）は、日本の女優。本名は根岸 俊惠（読み方同じ）、旧芸名は根岸 とし江。
東京都豊島区東池袋出身。アルファエージェンシー所属。特技はダンス。桐朋学園大学短期大学部演劇専攻中退。夫（2008年再婚）は、根岸がボーカルを務めるブルースバンドのメンバーでもある宇賀啓祐。

## 来歴
父親は警察官。幼少期から芝居好き。中学までは成績も学年で1番か2番で都立豊島高校にらくらくと合格した。学生時代から演劇活動を始めるが、この当時、所属していた大学の演劇部では、大学以外での外部出演を禁じていたため、嵯峨小夏の名義で女優活動をしていた。本人曰く「ガサツな子」から芸名を取ったといい、『蒲田行進曲』に登場する小夏はこの名前からきているという。
1974年、つかこうへい事務所に入団。20歳のとき桐朋学園を辞め、保母になるため別の短大に入りなおす。ところが1975年の『ストリッパー物語』の主役に抜擢（）され、短大を半年で辞め根岸とし江の芸名で芝居の世界に戻った。同舞台は大人気となり、特に若者たちの間で絶大な支持を受ける。その後は舞台以外でも幅広く活躍する。映画は1976年、多岐川裕美主演の『新・女囚さそり 701号』（東映）がデビュー作。
1980年に『愛さずにはいられない』でのテレビドラマ初主演を機に芸名を根岸 季衣（読み方は本名と同じ）に改名。1981年に作詞家・大津あきらと結婚し男児2人をもうけるが1997年に大津が直腸がんで他界。その後、女優業を再開する。
大林宣彦監督作品の常連であり、計27作品に出演している。
お節介なおばさんや口うるさい母親など、パワフルな女性役で定評がある。
また「水曜どうでしょう」で知られる北海道テレビ放送ディレクターの藤村忠寿が演出する同局のスペシャルドラマには全作品出演している。
2008年にブルースバンドのメンバー・宇賀啓祐と再婚し、根岸季衣&ザ・ブルースロードのボーカルとしてライブ活動も行っている。「愛の劇場」の数本の作品に脇役として出演しており、常連である。九条の会の賛同者で「非戦を選ぶ演劇人の会」の委員でもある。
2011年、湯川れい子・市原悦子らとともに福島第一原発事故に関連して「原発ゼロをめざす7.2緊急行動」の呼びかけ人を務めた。

## 出演

### テレビドラマ

#### NHK
- 焚火（1979年）
- 銀河テレビ小説
  - 愛さずにはいられない（1980年） - 主演・小坂麗子 役 ※初の主演作
  - 煙が目にしみる（1981年） - 宮坂千草 役
  - あなたに首ったけ（1983年） - 政子 役
- 御宿かわせみ 第16話「江戸の怪猫」（1981年）
- 連続テレビ小説
  - ハイカラさん（1982年） - 石川きく 役
  - 澪つくし（1985年） - 若林ハマ 役
  - 天うらら（1998年） - 天野操 役
  - 梅ちゃん先生（2012年） - 加藤昌子 役
  - まれ（2015年） - 若林キミ子 役
  - 風、薫る（2026年放送予定） - 奥田貞 役[6]
- NHK特集 ドラマ礼文島（1986年12月21日） - 石岡章子 役
- 水曜ドラマ 花も実もある（1990年） - 米子 役
- 土曜ドラマ
  - 鏡の調書 天使が街にやってきた（1995年）
  - 55歳からのハローライフ（2014年） - 尾山秀子 役
  - デフ・ヴォイス 法廷の手話通訳士（2023年） - 安斉園子 役
- きっと明日は（1996 - 1997年） - 高沢佳奈子 役
- 喪服のランデヴー（2000年） - 植村祥子 役
- ハルとナツ 届かなかった手紙（2005年） - 高倉カネ 役
- ジャッジ 〜島の裁判官奮闘記〜Ⅱ（2008年） - 来栖栄子 役
- クラシックミステリー 名曲探偵アマデウス（2008年） - 千葉しずか 役
- たったひとりの反乱（2009年） - 森田三郎の母 役
- 桂ちづる診察日録（2010年） - お松 役
- キルトの家（2012年） - 綾乃ママ 役
- 小暮写眞館（2013年） - 三田徳子 役
- 激流〜私を憶えていますか?〜（2013年） - 久我恭子 役
- 神様のボート（2013年） - バー「Agora」のママ 役
- 夫婦善哉（2013年） - お辰 役
- わたしをみつけて（2015年） - 一宮幸子（シメの娘） 役
- 嫌な女（2016年） - 京子ママ 役
- 昔話法廷（2016年） - おばあさん 役[7]
- ママゴト（2016年） - 「高城」のママ 役
- クロスロード3 群衆の正義（2018年、NHK BSプレミアム） - 田辺由美子 役
- モンローが死んだ日（2019年） - 宇津木春子 役
- いだてん〜東京オリムピック噺〜（2019年） - 田畑うら 役
- 歪んだ波紋（2019年） - 沢村芳子 役
- ライオンのおやつ（2021年） - 阿久津洋子 役
- お別れホスピタル（2024年） - 幸村ヨシ 役[8]
- 母の待つ里 第2話（2024年） - 古賀ミドリ 役[9][10]

#### 日本テレビ
- いろはの"い" 第11話「あて逃げ」（1976年）
- 大都会 PARTIII 第5話「野良猫の牙」（1978年） - 矢島紀子 役
- 太陽にほえろ!
  - 第295話「二つの顔の男」（1978年） - あかね 役
  - 第363話「13日金曜日ボン最期の日」・第364話「スニーカー刑事登場!」（1979年） - 奥田智子 役
- 桃太郎侍 第135話「妖しの花を咲かせる女」（1979年） - 小笛 役 ※高橋英樹版
- 西遊記II 第8話（1980年） - 九天玄女娘々 役
- 探偵物語 第16話「裏切りの遊戯」（1980年） - タエコ 役
- 聖女房（1979年）
- 大激闘マッドポリス'80 第7話「地下銀行襲撃」（1980年） - 早苗 役
- 大竹しのぶのああ!この愛なくば・頑張っせよ邦ちゃん（1980年8月28日） - 妙子 役
- 俺はご先祖さま（1981年 - 1982年） - 久保洋子 役
- 検事・若浦葉子 第8話「死者からの挑戦状・私は夫に殺された!」（1991年）
- 火曜サスペンス劇場
  - わが町1（1992年） - 横山美浦 役
  - 掏摸（スリ）（1993年） - 南幸子 役
  - 追跡2（1997年） - 姫野真理子 役
  - フルムーン旅情ミステリー9（1993年） - 権堂江里子 役
  - 弁護士・朝日岳之助8（1996年） - 山添節子 役
  - 新任判事補3（1996年） - 新高昌子 役
  - 女検事・霞夕子11（1997年） - 池川奈津子 役
  - 警視庁鑑識班（1996 - 2005年） - 矢吹幸代 役
  - 救急指定病院8（1998年） - 仙波初美 役
  - 追跡6（1999年） - 南良枝 役
  - 刑事・鬼貫八郎10（1999年） - 片山京子 役
  - だます女だまされる女2（2001年） - 福山幸江 役
  - だます女だまされる女7（2005年） - 藤井紀子 役
- はだかの刑事 第10話「愛と銃弾の間で」（1993年）
- 女医（1999年） - 婦長 役
- 新宿暴走救急隊（2000年）
- FACE〜見知らぬ恋人〜（2001年） - 相沢久江 役
- 本家のヨメ（2001年） - 田中八重子 役
- みのもんたの人生相談デカ 〜おもいッきりテレビ殺人事件〜（2002年）
- サイコドクター（2002年） - 浅井サダ子 役
- ぼくの魔法使い 第3話「家出娘の変身志願」（2003年5月3日） - 梨本悦子 役
- 乱歩R（2004年） - 山元町子 役
- 警視庁鑑識班2004（2004年） - 矢吹幸代 役
- 松本清張ドラマスペシャル・黒の回廊（2004年） - 星野加根子 役
- 女王の教室（2005年） - 西郷百合子 役
- あの日、僕らの命はトイレットペーパーよりも軽かった（2008年） - 嘉納正子 役
- ミエルオンナ月子 〜真夏の夜のコワーイ話〜（2008年） - 皆川舞子の祖母 役
- たぶらかし-代行女優業・マキ-（2012年） - 浅井富子 役
- 雲の階段（2013年） - 相川千賀子 役
- ビンタ!〜弁護士事務員ミノワが愛で解決します〜（2014年） - 小田早苗 役

#### TBSテレビ
- 夜明けの刑事 第59話「恋人は殺人犯ではないわ!!」（1976年）
- かあさん堂々（1977年） - 大迫朱美 役
- 三男三女婿一匹（1978年） - 石田ケイ 役
- ザ・サスペンス / 松本清張の突風（1983年） - 主演・葉村明子 役
- Gメン'75
  - 第296話「雪の夜悪魔が生んだ赤ん坊」（1981年） - 岸本民子 役
  - 第317話「女の裏窓24時間」・第318話「女の裏窓24時間 PART2」（1981年） - 三杉（安田）伸江 役
- ふぞろいの林檎たち（1983年 - 1997年） - 仲手川幸子 役
- 日曜劇場
  - 第1402回「夢の鳥」（1983年11月13日、CBC） - 岩田ルミ子 役
  - 佐々木夫妻の仁義なき戦い（2008年） - 吉田梅子 役
  - 99.9-刑事専門弁護士- SEASON II 最終話（2018年3月18日） - 島津ヤエ 役
  - Get Ready! 第8話、第9話（2023年2月26日、3月5日）- 真田春子 役
- 痛快!OL通り（1986年）
- 中部日本放送創立35周年記念番組 元禄サラリーマン考〜朝日文左衛門の日記（1986年3月9日、CBC） - りよ・風間杜男の妻 役
- 料理恋物語（1988年）
- ある日、突然…（1992年）
- 眠れない夜をかぞえて（1992年） - 立石清美 役
- 愛とは決して後悔しないこと（1996年） - 太田良子 役
- メロディ（1997年）
- 大岡越前 第15部 第8話「花嫁割いた母ふたり」（1998年） - お仙 役
- 週末婚（1999年） - 浅井路子 役
- 命賭けて（1998年 - 1999年）
- 愛の劇場
  - あっとほーむ（2000年） - 森下百合子 役
  - またのお越しを（2003年） - 江藤雅子 役
  - 三代目のヨメ!（2008年） - 米田美佐子 役
  - 温泉へGo!（2008年） - 渡辺紀代子 役
- ひとりじゃないの（2001年） - 柳島キヌ 役
- はいからさんが通る（2002年） - 奥女中・如月ふみ 役
- 青春の門（2005年） - カフェ「玄海」のママ 役
- 文學の唄 恋する日曜日「老妓抄」（2005年） - 平出園子 役
- 嫌われ松子の一生（2006年） - 川尻チヨ 役
- 東京少女福永マリカ（2008年） - 大野可奈江 役
- 宮部みゆきミステリー パーフェクト・ブルー（2012年） - 三浦美智子 役
- 月に祈るピエロ（2013年） - 玉井時枝 役
- ハロー張りネズミ 第8話（2017年9月1日） - 鈴木和子 役
- 月曜ドラマスペシャル→月曜ミステリー劇場→月曜ゴールデン→月曜名作劇場
  - 保険調査員 しがらみ太郎の事件簿2「金沢・能登殺人事件」（1996年10月21日） - 高野葉子 役
  - タクシードライバー咲坂都2（1996年12月2日） - 酒井友美 役
  - 万引きGメン・二階堂雪
    - 女性保安員・二階堂雪2「出来心」（1998年11月16日） - 北見芳江 役
    - 万引きGメン・二階堂雪16「美顔・カリスマ美容師」（2007年12月24日） - 坂下明美 役

  - 小学校教師・沢木千太郎の事件ノート（2000年7月31日） - 井上茜 役
  - 弁護士高見沢響子4（2001年5月7日） - 村木真理子 役
  - 人情質屋の事件台帳 - 大倉恵子[注 2] 役
    - 人情質屋の事件台帳1「激安商法殺人事件」（2001年7月9日）
    - 人情質屋の事件台帳2「悪徳商法殺人事件」（2002年12月9日）

  - 弁護士 朝吹里矢子1「贈る証言」（2001年11月5日） - 小池佐枝子 役
  - 税務調査官・窓際太郎の事件簿8（2002年1月14日） - 戸田稲子 役
  - 本人訴訟 司法浪人・鵜飼優子の挑戦（2002年1月21日） - 佐伯和枝 役
  - 女タクシードライバーの事件日誌1「殺意の交差点」（2003年9月10日） - 渡辺民子 役
  - 棟居刑事シリーズ3「追跡」（2004年3月8日） - 田島あぐ 役
  - 警視庁機動捜査隊216I「長い夜」（2010年7月19日） - 渡辺信代 役
  - 浅見光彦シリーズ34「壺霊」（2014年11月17日） - 大勝都 役
  - 横山秀夫サスペンス 陰の季節（2016年4月18日） - 尾坂部かや子 役

#### フジテレビ
- 華麗なる刑事 第17話「オームと少女と刑事さん」（1977年）
- 大空港 第30話「女囚304号脱獄指令!」（1979年） - テロ組織の女（304号） 役
- 新・座頭市 第3シリーズ 第9話「雨の船宿」（1979年） - お松 役
- 大捜査線 13話「標的という名の女」（1980年） - 牧野秋代 役
- 影の軍団II  第4話「白蛇の罠」（1981年）- お夕 役
- 銭形平次 第789話「死罪を願う女」（1982年）
- 年下のひと（1983年）
- アルザスの青い空（1985年）
- 女が家を買うとき（1988年6月10日）
- 裸の大将 第40話「清と夢のチューリップ」（1990年）
- 金曜ドラマシアター
  - D坂殺人事件 名探偵明智小五郎誕生 名探偵明智が挑む猟奇殺人の謎!!闇に浮かぶ白い肌…（1992年）
- 沙粧妙子-最後の事件-（1995年） - 加山宏美 役
- フェイス（1997年） - 柊春子 役
- 鬼平犯科帳（1998年） - 砂蟹のおけい 役
- 風の行方（1999年）
- 金曜エンタテイメント恐妻家探偵の事件帳（2000年） - 結城カオル 役
- 盤嶽の一生 第2話「絵図面の謎」（2002年） - お初 役
- 北の国から（2002年） - 三沢夫人 役
- HERO（2006年） - 嶋村めぐみ 役
- 子育ての天才（2007年） - 河野良江 役
- 松本清張生誕100年記念作品・駅路（2009年） - 呼野三枝 役
- 私が恋愛できない理由（2011年） - 小倉由美子 役
- カエルの王女さま（2012年） - 江見こずえ 役
- ミス・パイロット（2013年） - 手塚よし美 役
- 若者たち2014（2014年） - 屋代昌江 役
- 医師たちの恋愛事情（2015年） - 守田和佳子 役
- 金曜エンタテイメント / 着物デザイナー 黛涼子の推理紀行2（2001年） - 佐竹勝代 役
- 366日 第4話[注 3]・第6話（2024年4月29日・5月13日） - 小川治子 役[11]

#### テレビ朝日
- 土曜ワイド劇場
  - 幽霊シリーズ（1978年）
  - 温泉若おかみの殺人推理（1996年 - 1998年） - 岩木典子 役
  - “繭の密室”連続殺人事件（1998年） - 江藤佳江 役
  - 家政婦は見た!（2000年） - 田島トシ 役
  - 新・赤かぶ検事奮戦記（2000年） - 清水久子 役
  - 名探偵 明智小五郎エレベーター密室殺人（2000年）野田きぬ江 役
  - 救急救命士・牧田さおり（2002年 - ） - 永井淳子 役
  - 狩矢父娘シリーズ（2002年） - 小田房江 役
  - ハラハラ刑事（2004年） - 滝川光子 役
  - ショカツの女〜新宿西署・刑事課強行犯係（2007年） - 篠崎芳江 役
  - 再捜査刑事・片岡悠介（2013年） - 宮坂澄乃 役
  - 犯罪心理学教授・兼坂守の捜査ファイル（2015年） - 佐藤さなえ 役
  - 温泉 (秘) 大作戦17（2016年） - 北浦すゞ子 役
- 必殺仕事人 第16話「綺麗な花になぜ刺があるのか?」（1979年） - おふじ 役
- 西部警察 第29話「島原の子守唄」（1980年） - 永井キョウコ 役
- 鬼平犯科帳 第1シリーズ 第13話「蛇の眼」（1980年）
- 特捜最前線
  - 第167話「マニキュアをした銀行ギャング!」（1980年）
  - 第430話「昭和60年夏・老刑事船村一平退職!」（1985年）
- 三毛猫ホームズの推理（1996年）
- 流れ板七人（1997年）
- 味いちもんめスペシャル（1997年）
- はみだし刑事情熱系
  - PART5 第13話「涙の狙撃犯!! 悪女を守る男達」（2001年1月10日） - 原島詩子 役
  - PART6 第17話「殺意に燃えた女たち 雪山に響く涙の銃声」（2002年2月6日） - 牧村杏子 役
- 相棒 season1 第6話「死んだ詐欺師と女美術館長の指紋」（2002年11月13日） - 菊本アヤ 役
- スカイハイ（2003年） - 羽田加代子 役
- おみやさん（2003年） - 横山多恵 役
- 新・京都迷宮案内（2004年） - 芦谷美奈子 役
- 京都地検の女（2005年） - 野中涼子 役
- 時効警察（2006年） - クリーニング屋のおばさん 役
- 愛と死をみつめて（2006年） - 山崎雅代 役
- マグロ（2007年）
- おいしいごはん 鎌倉・春日井米店（2007年） - 沢野雫の叔母 役
- 歓喜の歌（2008年） - 佐々木芳江 役
- 刑事一代 平塚八兵衛の昭和事件史（2009年） - 鈴木敏子 役
- 警視庁捜査一課9係
  - （2009年） - 寺西明美 役
  - （2017年） - 並川結子 役
- HTBスペシャルドラマ「ミエルヒ」（2009年、北海道テレビ制作） - 岡村嘉代 役
- 遺留捜査
  - （2011年） - 坂上希代江 役
  - 第6シーズン 第7話（2021年2月25日） - 末永節子 役
- HTBスペシャルドラマ 幸せハッピー（2012年、北海道テレビ制作） - 酒田 役
- 緊急取調室（2014年） - 春日小夜子 役
- 刑事7人 SEASON1（2015年） - 上山淑子 役
- 科捜研の女 Season 15 第11話「終活ミステリーツアー」（2016年2月4日） - 高梨翠 役
- チャンネルはそのまま!（2019年） - 雪丸たね 役
- 時効警察はじめました（2019年） - 麦藁 役
- 漂着者（2021年） - 関川ふみ 役
- ドクターX 〜外科医・大門未知子〜 第7話（2021年11月25日） - 七宮安江 役
- 相棒 season21 第7話「砂の記憶」（2022年11月30日） - 富永瑞恵 役
- 仮面ライダーガッチャード 第28話・第29話（2024年3月24日・31日） - 美園民子 役

#### テレビ東京
- ザ・スーパーガール 第45話「女囚エレジー 愛の終着駅」（1980年）
- 大江戸捜査網 第550話「金貸し座頭 秘薬責めの罠」（1982年 / 三船プロ） - お仙 役
- あいつと俺 第5話「青春の脅迫者 - 釧路 -」（1984年）※1980年制作
- 刑事追う! 第22話「初恋・地獄篇」（1996年）
- 松本清張特別企画・黒い画集～紐（2005年） - 田村美鈴 役
- 牙狼-GARO-（2006年） - タム婆 役
- 復讐するは我にあり（2007年） - 木下節子 役
- かりゆし先生ちばる!（2009年） - 川島直子 役
- MUSICAL3（2010年） - ダン鈴木 役
- モリのアサガオ（2010年） - 楠見佳子 役
- 孤独のグルメ Season2 第2話 （2012年10月17日）- 女将(中山) 役
- 三匹のおっさん3〜正義の味方、みたび!!〜（2017年） - 三枝洋子 役
- 日本ボロ宿紀行（2019年） - みよし旅館の女将 役
- 二つの祖国（2019年） - 小田千代 役
- 江戸前の旬season2 第5貫「伝統の江戸前寿司とは」（2019年11月23日、BSテレ東） - 酒井京子 役
- 絶メシロード 第2話「とみ食堂」（2020年1月31日） - 渡辺富子 役
- ビッ友×戦士 キラメキパワーズ! 第39話・第40話（2022年4月10日・17日） - 浦内珠代 役
- 水曜ミステリー9
  - 鉄道警察官・清村公三郎（2005年 - 2014年） - 橋本玲子 役
- ウルトラマンアーク 第3話・第15話（2024年） - 飛世マスミ 役

#### WOWOW
- 対岸の彼女（2006年） - 中里典子 役
- 黒い春（2007年） - 飯森雪子の母 役
- 孤独の歌声（2007年） - 朝山昌枝 役
- 幻夜（2010年 - 2011年） - 倉田頼江 役
- 平成猿蟹合戦図（2014年） - 浜本文恵 役
- 北斗 -ある殺人者の回心-（2017年） - 吉永恭子 役
- HOTEL -NEXT DOOR-（2022年） - 大山幸代 役[12]
- ゴールドサンセット（2025年） - 阿久津文恵 役[13]

#### BS12 トゥエルビ
- のの湯（2019年） - 湯毛千夜子 役

### その他の番組
- 食彩浪漫（NHK）
- いい旅・夢気分（テレビ東京）

ほか多数

### 映画
- 新・女囚さそり 701号（1976年） - 千沙 役
- 眠れ蜜（1976年） - 本人 役
- 不連続殺人事件（1977年） - 女優・明石胡蝶 役（キャストに「新人」とクレジットあり）
- ギャンブル一家 チト度が過ぎる（1978年）
- 九月の空（1978年）
- 復讐するは我にあり（1979年） - ステッキガール 役
- 五番町夕霧楼（1980年） - 照千代 役
- 野獣死すべし（1980年） - 原雪絵 役
- 悪霊島（1981年） - 女中・とめ 役
- 時をかける少女（1983年） - 立花尚子 役
- 廃市（1983年） - 貝原郁代 役
- さびしんぼう（1985年） - 田川マコトの母 役
- 海と毒薬（1986年） - 上田看護婦 役
- 彼のオートバイ、彼女の島（1986年） - 道草のママ 役
- 野ゆき山ゆき海べゆき（1986年） - 大杉の母 役
- 夢（1990年） - 子供を抱えた女 役
- 八月の狂詩曲（1991年） - 良江 役
- 青春デンデケデケデケ（1992年） - 藤原絹江 役
- おこげ（1992年） - 寺崎弥生 役
- ナースコール（1993年） - 西村美奈子 役
- はるか、ノスタルジィ（1993年） - 紀宮の妻 役
- 水の旅人 侍KIDS（1993年）
- あした（1995年） - 一ノ瀬布子 役
- 渚のシンドバッド（1995年） - 根津先生 役
- お日柄もよくご愁傷さま（1996年） - 吉村和枝 役
- 女優霊（1996年） - 筒見トキコ 役
- 新・居酒屋ゆうれい（1996年） - ちづる 役
- SADA〜戯作・阿部定の生涯（1998年） - 喜久本よし 役
- 死国（1999年） - 日浦照子 役
- ガメラ3 邪神覚醒（1999年） - 日野原繁樹の母 役
- 学校の怪談（1999年） - 楡林周治の母 役
- アイ・ラヴ・ユー（1999年） - 今野智子 役
- ガラスの脳（2000年）
- MONDAY（2000年） - 近藤美代子 役
- オーディション（2000年） - 家政婦・リエ 役
- NAGISA（2000年） - 吉岡のおばちゃん 役
- RESET（2001年） - 喪服姿の女性 役[14]
- プラトニック・セックス（2001年） - 門倉由紀子 役
- 日本の黒い夏─冤罪（2001年） - 大出医師 役
- ナ～スのお仕事 ザ・ムービー（2002年） - 矢口俊子 役
- 命（2002年） - 杉原医師 役
- TRICK（2002年） - 菊姫 役
- ラストシーン（2002年） - 婦長 役
- ゲロッパ!（2003年） - 佐藤和子 役
- さよなら、クロ（2003年） - 花園直子 役
- ドラッグストア・ガール（2004年） - 山田美香 役
- 完全なる飼育（2004年） - 蜷川千恵 役
- 天国の本屋〜恋火（2004年） - 太田 役
- くりいむレモン（2004年） - 野々村亜美の母 役
- 理由（2004年） - 砂川里子 役
- 漫☆画太郎SHOW ババアゾーン（他）（2004年） - ババア 役
- あずみ2 Death or Love（2005年） - よね 役
- 妖怪大戦争（2005年） - 砂かけ婆 役
- あそこの席（2005年） - 土屋久子 役
- 怪談新耳袋（2005年） - 寿アケミ 役
- 深紅（2005年） - 朝日荘の大家 役
- 神の左手 悪魔の右手（2006年） - 谷ミワコ 役
- ベルナのしっぽ（2006年） - 鈴木美樹子 役
- インプリント〜ぼっけえ、きょうてえ〜（2006年） - 内儀 役
- 日掛け金融地獄伝 こまねずみ常次朗（2006年）
- 魂萌え!（2007年） - 大島法子 役
- Dear Friends（2007年）
- 卒業写真（2007年） - 古賀光代 役
- 転校生-さよなら あなた-（2007年） - 川原敬子 役
- 22才の別れ Lycoris 葉見ず花見ず物語（2007年） - 川野俊郎の母 役
- 犯人に告ぐ（2007年） - 有賀の母 役
- 全然大丈夫（2008年） - 豊原さん 役
- ぼくたちと駐在さんの700日戦争（2008年） - 「バーバー吉田」のおばば 役
- 歓喜の歌（2008年） - 塚田真由美 役
- 陰日向に咲く（2008年） - アパートの大家 役
- 石内尋常高等小学校 花は散れども（2008年） - 田川里子 役
- 天国からのラブレター（2008年） - 本村美枝子 役
- その日のまえに（2008年） - 「かもめハウス」のおばば 役
- 哀憑歌 〜CHI-MANAKO〜（2008年）
- GSワンダーランド（2008年） - 磯田茂子 役
- 花になる（2009年）[15]
- クローズZEROⅡ（2009年） - 戸村愛 役
- カケラ（2010年） - 坂田啓子 役
- ねこタクシー（2010年） - 飯島夫人 役
- パートナーズ（2010年）
- ヘヴンズ ストーリー （2010年）
- 軽蔑（2011年） - 二宮貴子（カズの母） 役
- うさぎドロップ（2011年）
- この空の花 長岡花火物語（2012年4月7日公開） - 野瀬ヤエ 役
- まだ、人間（2012年）
- あなたへ（2012年） - 笹岡紀子 役
- ばななとグローブとジンベイザメ（2013年）
- だいじょうぶ3組（2013年） - 赤尾慎之介の母 役
- ペコロスの母に会いに行く（2013年） - 陶山寛子 役
- 野のなななのか（2014年） - キオスクのおばさん 役
- 思い出のマーニー（2014年） - 大岩セツ（声） 役
- 百円の恋（2014年） - 池内敏子 役
- 娚の一生（2015年） - 今日子 役
- でーれーガールズ（2015年） - 九十九操 役
- 種まく旅人 くにうみの郷（2015年） - 豊島志津子 役
- 縁〜The Bride of Izumo〜（2016年） - 三代曜子 役
- 森山中教習所（2016年） - 上原都紀 役
- まなざし（2016年） - ヨウコ 役
- 花筐/HANAGATAMI （2017年） - 娼家の女 役
- 最低。（2017年） - 知恵 役
- ナミヤ雑貨店の奇蹟（2017年） - 松岡加奈子 役
- 榎田貿易堂（2018年） - 萩原の母 役[16]
- 焼肉ドラゴン（2018年） - 美根子 役
- まく子（2019年） - キミエ 役
- 楽園（2019年） - 藤木朝子 役[17]
- his（2020年） - 吉村房江 役
- 海辺の映画館―キネマの玉手箱（2020年） - お季 役
- ミッドナイトスワン（2020年） - 武田和子 役
- 夜明けまでバス停で（2022年）[18]
- 空のない世界から（2022年） - 柏原郁恵 役[19][20]
- ちひろさん（2023年） - 永井 役[21]
- スイート・マイホーム（2023年） - 清沢美子 役[22]
- かぞく（2023年）[23]
- 変な家（2024年） - 片淵文乃 役[24]
- 湖の女たち（2024年） - 服部久美子 役[25]
- サユリ（2024年） - 神木春枝 役[26]
- 光る川（2025年） - バッチャ 役[27]
- 金子差入店（2025年） - 小島こず江 役[28][29]
- 生きがい IKIGAI（2025年）- 上田 役[30]

### 舞台
- ストリッパー物語
- 蒲田行進曲
- にごりえ
- 月に眠る人
- スサノオ
- 思い出トランプ（2008年）
- シングルマザー（2011年）
- パーマ屋スミレ（2012年）
- しみじみ日本・乃木大将（2012年）
- この子たちの夏1945・ヒロシマナガサキ
- 朗読劇・赤い蝋燭と人魚（2016年）
- てなもんや三文オペラ（PARCO劇場、2022年6月8日 - 30日、PARCO劇場 / 2022年7月4日・5日、東京エレクトロンホール宮城 / 2022年7月9日 - 11日、久留米シティプラザ ザ・グランドホール /  2022年7月16日 - 24日、森ノ宮ピロティホール / 2022年7月30日・31日、新潟テルサ / 2022年8月6日・7日、サントミューゼ 上田市交流文化芸術センター 大ホール） - シーリア 役
- ビリー・エリオット〜リトル・ダンサー〜（2024年） - ビリーのおばあちゃん 役[31]

### Webドラマ
- シー・オブ・ドリームス（2007年）
- 楽天オーネット×関西テレビ スペシャルWEBドラマ「どうせ、運命の恋」（2019年） - 佐藤多恵子 役[32]
- ヒヤマケンタロウの妊娠（2022年）[33]
- 透明なわたしたち（2024年9月16日 - 10月21日、ABEMA） - 齋藤美由紀 役[34]

## 受賞歴
- 第13回紀伊國屋演劇賞個人賞
- 第34回日本映画批評家大賞 ゴールデン・グローリー賞（水野晴郎賞）（『サユリ』）[35]

## ディスコグラフィ

### シングル
1. 音信川（おとずれがわ）（1978年、日本コロムビア、LK-62-A）
  - 作詞：大津彰 / 作曲：大津彰 / 編曲：Edison

（c/w 淋しくなったら）
2. 夜明けのヒーロー（1978年9月、日本コロムビア、LK-81-A）
  - 作詞：大津彰 / 作曲：大津彰 / 編曲：木田高介

（c/w 哀しい酔っぱらい）

### オリジナル・アルバム
1. 音信川（1978年2月5日、日本コロムビア、LX-7035-A）
2. 風向き（1978年、日本コロムビア、LX-7049-A）